# 546515 Almásy
546515 Almásy è un asteroide della fascia principale. Scoperto nel 2010, presenta un'orbita caratterizzata da un semiasse maggiore pari a 3,1737531 au e da un'eccentricità di 0,1326259, inclinata di 17,21378° rispetto all'eclittica.